# Розенталь, Рик
Ричард Л. «Рик» Розенталь-младший (англ. Richard L. "Rick" Rosenthal, Jr.; род. 15 июня 1949, Нью-Йорк, США) — американский режиссёр, продюсер и актёр, наиболее известный по фильму «Плохие парни» (1983).

## Карьера
Дебютировал в 1981 году, став режиссёром молодёжного слэшера «Хэллоуин 2». В 1983 снял криминальный фильм «Плохие парни», который снискал признание критиков. В частности, Роджер Эберт назвал Розенталя «прекрасным режиссёром» .
В последующие годы снял кинофильмы «Американская мечтательница» (1984; романтическая комедия), «Русские» (1987, драма) и «Птицы 2: Край земли» (1994, ужасы), после чего стал работать преимущественно на телевидении, снимал эпизоды телесериалов и телевизионные фильмы. Также Рик Розенталь стал активно работать в качестве продюсера. Изредка он появлялся в фильмах в качестве актёра.
В 2014 году за работу над сериалом «Очевидное» он был дважды номинирован на премию «Эмми».

## Личная жизнь
23 мая 1981 года Рик Розенталь женился на Нэнси Стивенс, с которой он познакомился на съёмках «Хэллоуина 2». У пары трое детей, в том числе и оператор-постановщик Ной Розенталь.

## Избранная фильмография

### Режиссёр
- 1981 — «Хэллоуин 2» / Halloween II (кинофильм)
- 1983 — «Плохие парни» / Bad Boys (кинофильм)
- 1987 — «Русские» / Russkies (кинофильм)
- 1989 — 1991 — «Жизнь продолжается» / Life Goes On (телесериал, 10 эпизодов)
- 1994 — «Птицы 2: Край земли» / The Birds II: Land's End (кинофильм)
- 2000 — 2001 — «Провиденс» / Providence (телесериал, 6 эпизодов)
- 2002 — «Хэллоуин: Воскрешение» / Halloween: Resurrection (кинофильм)
- 2002 — «Баффи — истребительница вампиров» / Buffy the Vampire Slayer (телесериал, 2 эпизода)
- 2003 — 2008 — «Тайны Смолвилля» / Smallville (телесериал, 7 эпизодов)
- 2005 — «Рядом с Грейс» / Nearing Grace (кинофильм)
- 2009 — «Беверли-Хиллз, 90210: Новое поколение» / 90210 (телесериал, 1 эпизод)
- 2009 — 2010 — «Быть Эрикой» / Being Erica (телесериал, 3 эпизода)
- 2012 — «Красавица и чудовище» / Beauty and the Beast (телесериал, 1 эпизод)

### Актёр
- 1983 — «Плохие парни» / Bad Boys — судья (камео)
- 1985 — «Уж лучше умереть» / Better Off Dead — Смитти
- 1990 — «Жизнь продолжается» / Life Goes On — дядя Ричард (телесериал, в двух эпизодах)
- 2005 — «Рядом с Грейс» / Nearing Grace — учитель (камео)
- 2007 — «Флэш Гордон» / Flash Gordon — Джеки Кахуна (телесериал, в пилотном эпизоде)
- 2015 — «Потерявшиеся во тьме» / Lost After Dark — шериф

### Продюсер
- 2004 — «Жестокий ручей» / Mean Creek (кинофильм)
- 2005 — «Рядом с Грейс» / Nearing Grace (кинофильм)
- 2009 — «Грета» / Greta (кинофильм)
- 2012 — «Аркадия» / Arcadia (кинофильм)
- 2014 — 2015 — «Очевидное» / Transparent (телесериал, 30 эпизодов)